# Libuše Havelková
Libuše Havelková (České Budějovice, 1924. május 11. – Prága, 2017. április 6.) cseh színésznő.

## Filmjei

### Mozifilmek
- Nehéz anya nélkül (Robinsonka) (1957)
- Az ügyetlen kapus (Brankár bydlí v nasí ulici) (1957)
- Ingovány (Král Sumavy) (1959)
- A próba folytatódik (Zkouska pokracuje) (1960)
- Utak és gondok (Osení) (1961)
- Apát keresünk (Hledá se táta) (1961)
- Nyári intermezzo (Starci na chmelu) (1964)
- Casanova utolsó rózsája (Poslední ruze od Casanovy) (1966)
- Szigorúan ellenőrzött vonatok (Ostre sledované vlaky) (1966)
- Rózsaszínű álmok (Ruzové sny) (1977)

### Tv-filmek
- A kéményseprőinas és a cukrász lánya (O kominickém ucni a dceri cukráre) (2007)

### Tv-sorozatok
- Kórház a város szélén (Nemocnice na kraji mesta) (1978, egy epizódban)
- Mindenki tanköteles (My vsichni skolou povinní) (1984, kilenc epizódban)